# Fonzaso
Fonzaso é uma comuna italiana da região do Vêneto, província de Belluno, com cerca de 3.413 habitantes. Estende-se por uma área de 27 km², tendo uma densidade populacional de 126 hab/km². Faz fronteira com Arsiè, Feltre, Lamon, Pedavena, Seren del Grappa, Sovramonte.

## Demografia
| Variação demográfica do município entre 1861 e 2011                               |
|                                                                                   |
| Fonte: Istituto Nazionale di Statistica (ISTAT) - Elaboração gráfica da Wikipedia |